# Sadamu Yokogawa
Sadamu Yokogawa est un médecin japonais, né en 1883 dans la Préfecture d'Okayama et mort en 1956.
Il est diplômé à l’école de médecine d’Okayama en 1908 et part quelque temps après à Formose où il enseigne la pathologie.